# 김민지 (쇼트트랙 선수)
김민지(1986년 1월 7일~)은 대한민국의 여자 쇼트트랙 선수이다.